# Van Buren (Ohio)
Van Buren – wieś w Stanach Zjednoczonych, w stanie Ohio, w hrabstwie Hancock.